# Luigi Donati
Luigi Donati (Fossombrone, 4 aprile 1846 – Bologna, 7 marzo 1932) è stato un fisico e matematico italiano.

## Biografia
Laureatosi in fisica nel 1871 all'Università di Pisa, quale convittore pure della Scuola Normale Superiore dal 1868, divenne, nel 1876, professore di «fisica speciale» al Politecnico di Milano, quindi passò, l'anno successivo, all'Università di Bologna ove insegnò fisica matematica. Fu docente anche di fisica tecnica ed elettrotecnica alla Scuola d'applicazioni per ingegneri di Bologna, di cui fu anche direttore.
Si occupò prevalentemente di teoria dell'elasticità e di elettromagnetismo.
Fu socio dell'Accademia dei Lincei (1902).

## Opere

### Articoli
- Luigi Donati, Giuseppe Poloni, Sul magnetismo temporario d'una sbarra di ferro Archiviato il 4 marzo 2016 in Internet Archive., apparso sul «Nuovo Cimento», vol. 13, n. 1, pp. 226-232, 1875 e seguito.
- Sul rapporto fra l'attività elettrodispersiva e l'attività fotografica dei raggi Roentgen, in Rend. delle sessioni dell'Acc. delle scienze dell'Ist. di Bologna, 1896, pp. 96-100.
- Diagramma generale per trasformatori a corrente alternativa e motori asincroni polifasi, in Mem. d. Acc. delle scienze d. Istituto di Bologna, s. 6, II (1905), pp. 269-284;
- Sugli effetti delle alte frequenze nelle trasmissioni di correnti alternate, in Atti dell'Associazione elettrotecnica ital., XIV (1910), pp. 735-756,
- Sul trasformatore universale a doppio circuito magnetico per sistemi di correnti polifasi, in Rend. delle sessioni della Acc. delle scienze dell'Ist. di Bologna, n. s., XV (1911), pp. 47-54;
- Circuiti elettrici con reattanze a scaglioni, ibid., n. s., XXIV (1920), pp. 97-112;
- Sul lavoro magnetomotore in relazione con le trasformazioni energetiche, ibid., n. s., XXVII (1923), pp. 174-

### Libri
- Sulla misura elettrostatica delle forze elettromotrici d'induzione) Studi sperimentali del D. Luigi Donati, aiuto alla Cattedra di fisica nella regia Università di Pisa.